# Handpan

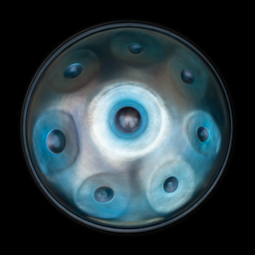
Um handpan da primeira produção da Pantheon Steel. Esta é uma visão de cima, olhando para baixo

Handpan é um termo para um grupo de instrumentos musicais, resultante de um crescente interesse mundial no Hang, um instrumento inventado e construído pela empresa PANArt Hangbau AG.

## História
O termo handpan apareceu pela primeira vez on-line no outono de 2007 no site de um produtor americano steelpan Pantheon Steel. Foi usado para descrever seu próprio desenvolvimento de um novo instrumento que foi lançado como uma alternativa ao Hang.